# Palau Falier
El Palau Falier, situat a Venècia al districte (sestiere) de Cannaregio, és un edifici civil especialment conegut per haver estat la llar de Marino Faliero, dux de la República de la Sereníssima de Venècia que després va ser executat per haver intentat un cop d'estat.

## Història
Edifici aixecat en forma primitiva durant el segle XI, va ser destruït a causa d'un incendi i reconstruït l'any 1105. Posteriorment, va patir alteracions, que van modificar parcialment la seva estructura. Actualment, el primer pis acull un negoci hoteler.

## Arquitectura

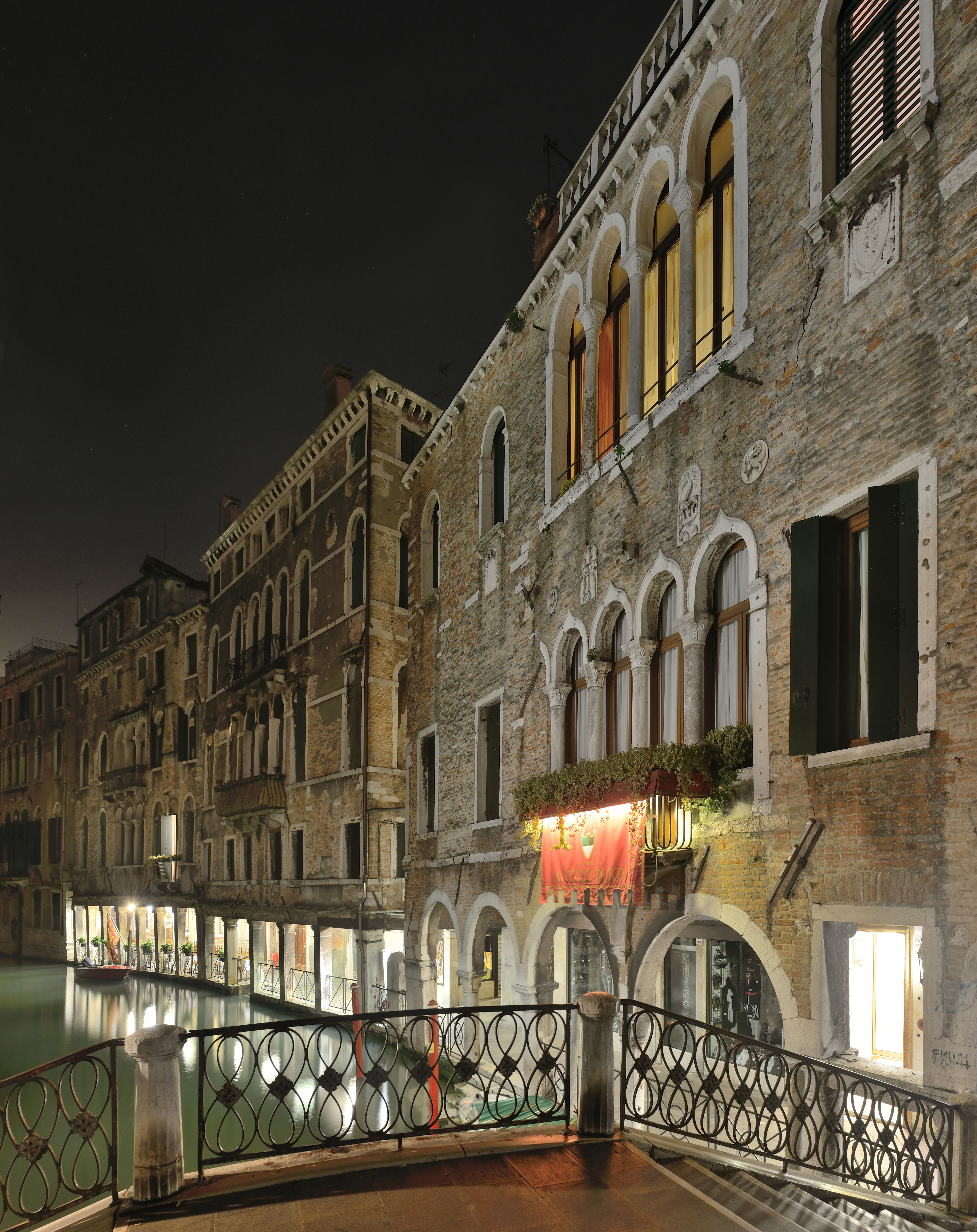
Palau Falier al Rio Santi Apostoli. Vista nocturna des del pont Santi Apostoli

S'aixeca sobre un pòrtic característic de sis arcs, paral·lel al Rio dei Santi Apostoli, i domina el Campo adjacent amb una monumentalitat extraordinària. La façana, exemple de la influència romana d'Orient a Venècia, presenta elements molt antics, entre els quals destaquen els dos polífors amb mènsules en relleu, apilats de manera imprecisa. També destaquen les decoracions dels segles XIII i XV: dos panells, dues pàteres i dos escuts gòtics. El monocrom de la façana està trencat per finestres d'una sola llanceta, col·locades per parelles al costat de les finestres de múltiples llances.